# Área de escape

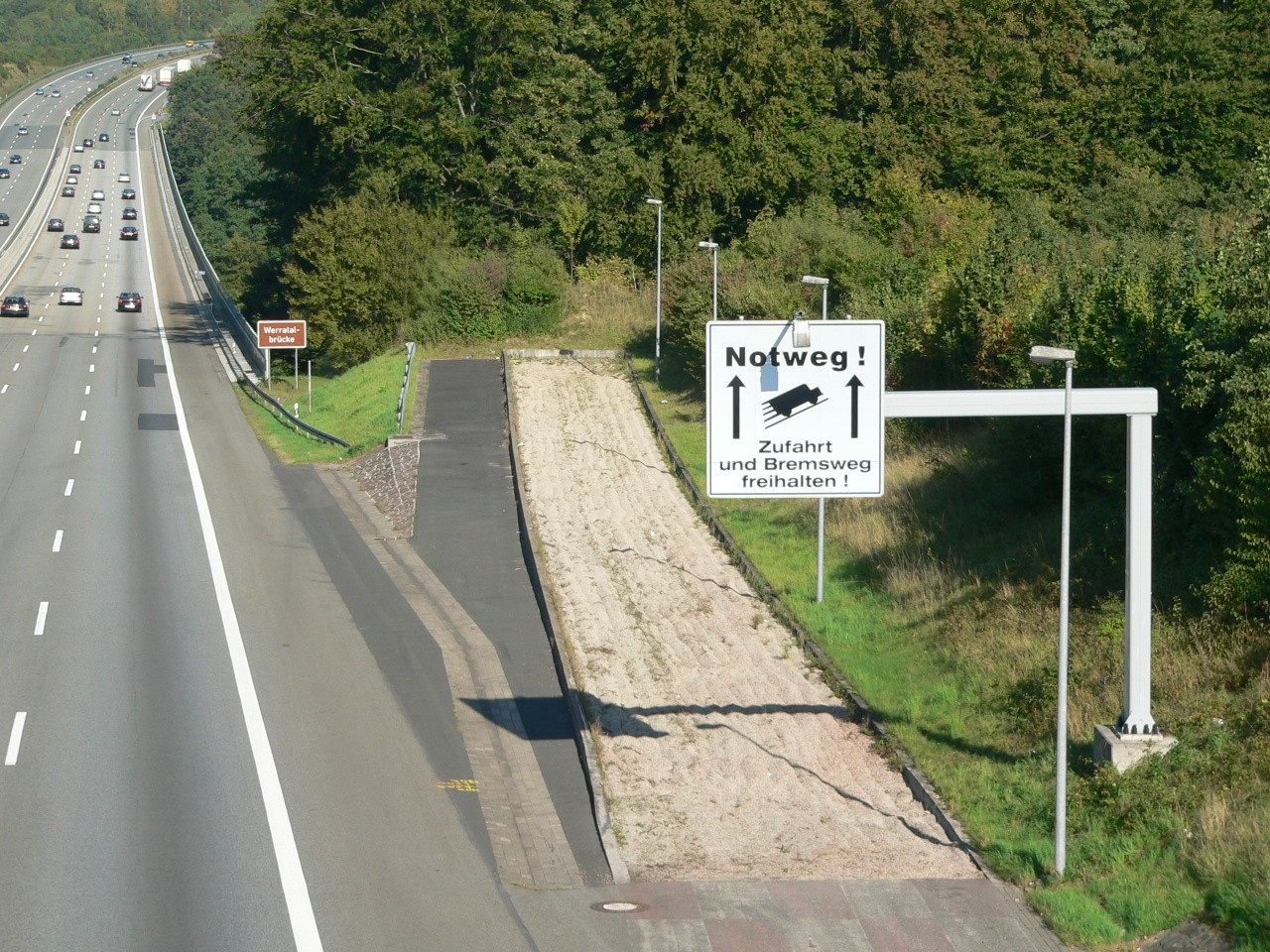
Uma rampa de escape na A7 na Alemanha

Área de escape, pista de fuga, rampa de fuga de emergência ou cama de proteção de caminhão é um dispositivo de trânsito que permite que veículos com problemas de frenagem parem com segurança. É normalmente uma pista longa cheia de areia ou cascalho conectada a uma seção íngreme em declive de uma estrada principal e é projetada para acomodar caminhões ou ônibus de grande porte. Permite que a energia cinética de um veículo em movimento seja dissipada gradualmente de forma controlada e relativamente inofensiva, ajudando o operador a pará-lo com segurança.
As rampas são frequentemente construídas antes de uma mudança crítica no raio de curvatura da estrada, ou antes de um local que possa exigir a parada do veículo, como áreas povoadas.

## Projeto
As rampas de fuga de emergência estão geralmente localizadas em áreas montanhosas, o que acarreta elevados custos de construção e dificulta a escolha do local. Os projetos incluem:
- Base da área de escape: uma rampa cheia de cascalho adjacente à estrada que utiliza resistência ao rolamento para parar o veículo.[1] O comprimento necessário da base depende da massa e da velocidade do veículo, do grau da base do para-raios e da resistência ao rolamento fornecida pelo cascalho.[2] Eles são semelhantes às armadilhas de cascalho ou areia usadas em circuitos de automobilismo em áreas de escoamento em pistas de estrada e pistas de arrasto.
- Rampa de escape por gravidade: um caminho longo e inclinado para cima, paralelo à estrada. É necessário um comprimento substancial. O controle pode ser difícil para o motorista; os problemas incluem reversão após a parada do veículo.
- Área de escape de pilha de areia: um pequeno comprimento de areia solta empilhada. Os problemas incluem desaceleração repentina e forte; areia sendo afetada pelas condições climáticas (umidade e congelamento); e veículos saltando e/ou capotando após entrar em contato com a pilha de areia.
- Rampa de escape com para-raios mecânicos: um sistema proprietário de redes de aço inoxidável que atravessam transversalmente uma rampa pavimentada para engatar e retardar um veículo desgovernado. Rampas desse tipo são normalmente mais curtas que as rampas de gravidade e podem funcionar mesmo em declives.[3] Esses sistemas tendem a ser caros, mas podem economizar imóveis caros em áreas lotadas e evitar acidentes ainda mais dispendiosos. Uma dessas rampas em Avon, Connecticut, tem uma superfície de pavimento aquecida eletricamente para evitar o acúmulo de neve e gelo.[4]
- Alternativas: como uma barreira de retenção de veículos.[2]

## No Brasil
A primeira área de escape do Brasil foi instalada em março de 2000 na Via Anchieta (SP-150). Atualmente, existem ao menos 8 rampas de escape em funcionamento e 13 projetos em fase de estudo no país.
Rodovias com rampa de escape em funcionamento:

#### SP-150(Rodovia Anchieta)
- km 42,6 (2000)
- km 49 (2014)

#### BR-116(Rodovia Régis Bittencourt)
- km 353,1 (2018)

#### BR-376
- km 671,7 (2011)
- km 667,3 (2019)

#### BR-277
- km 37,9 (2018)

#### BR-146
- km 87 (2019)

BR-242
- km 492 (2023)

## Galeria

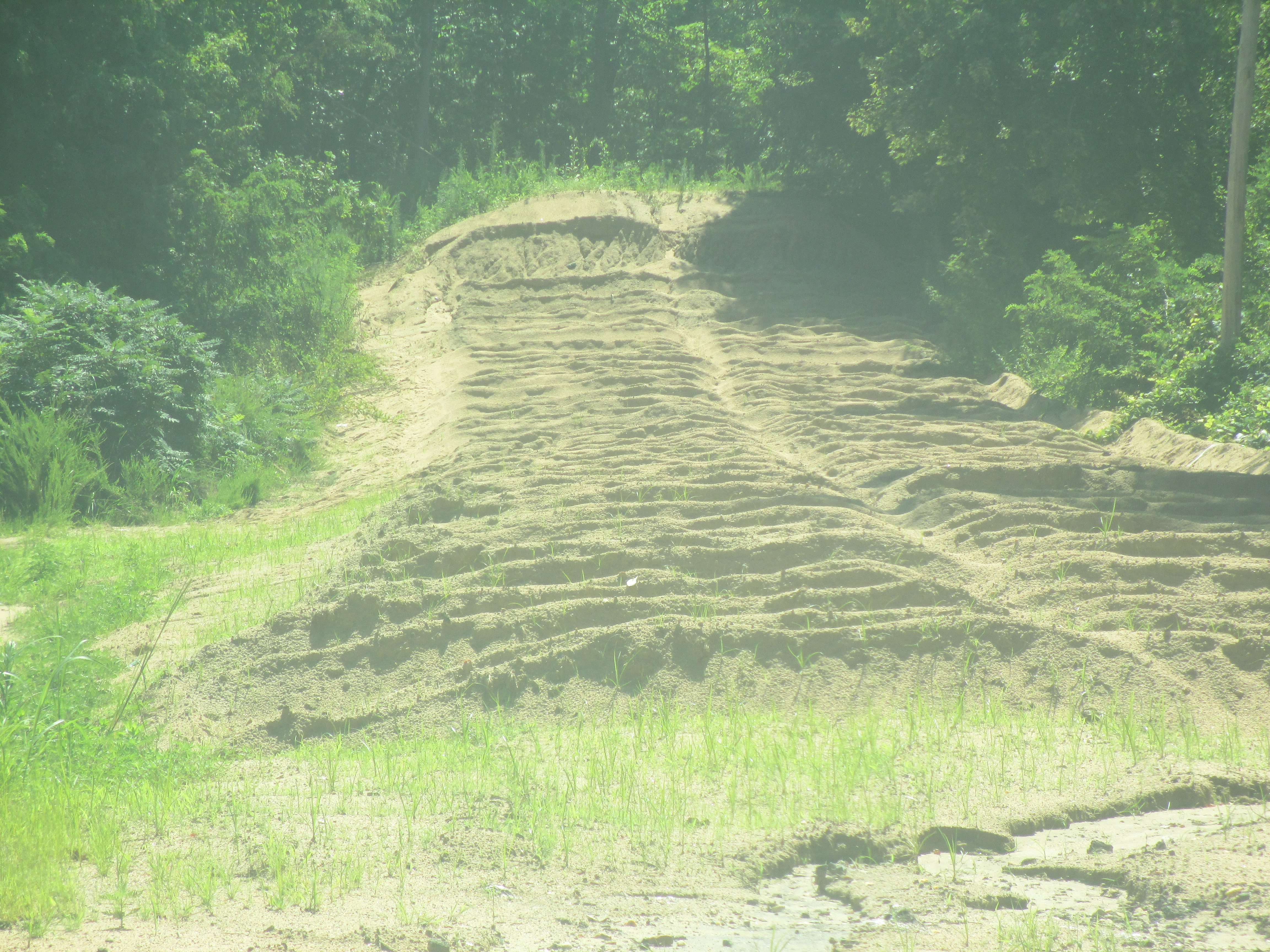
Rampa de fuga na Interestadual 40 a leste de Asheville.
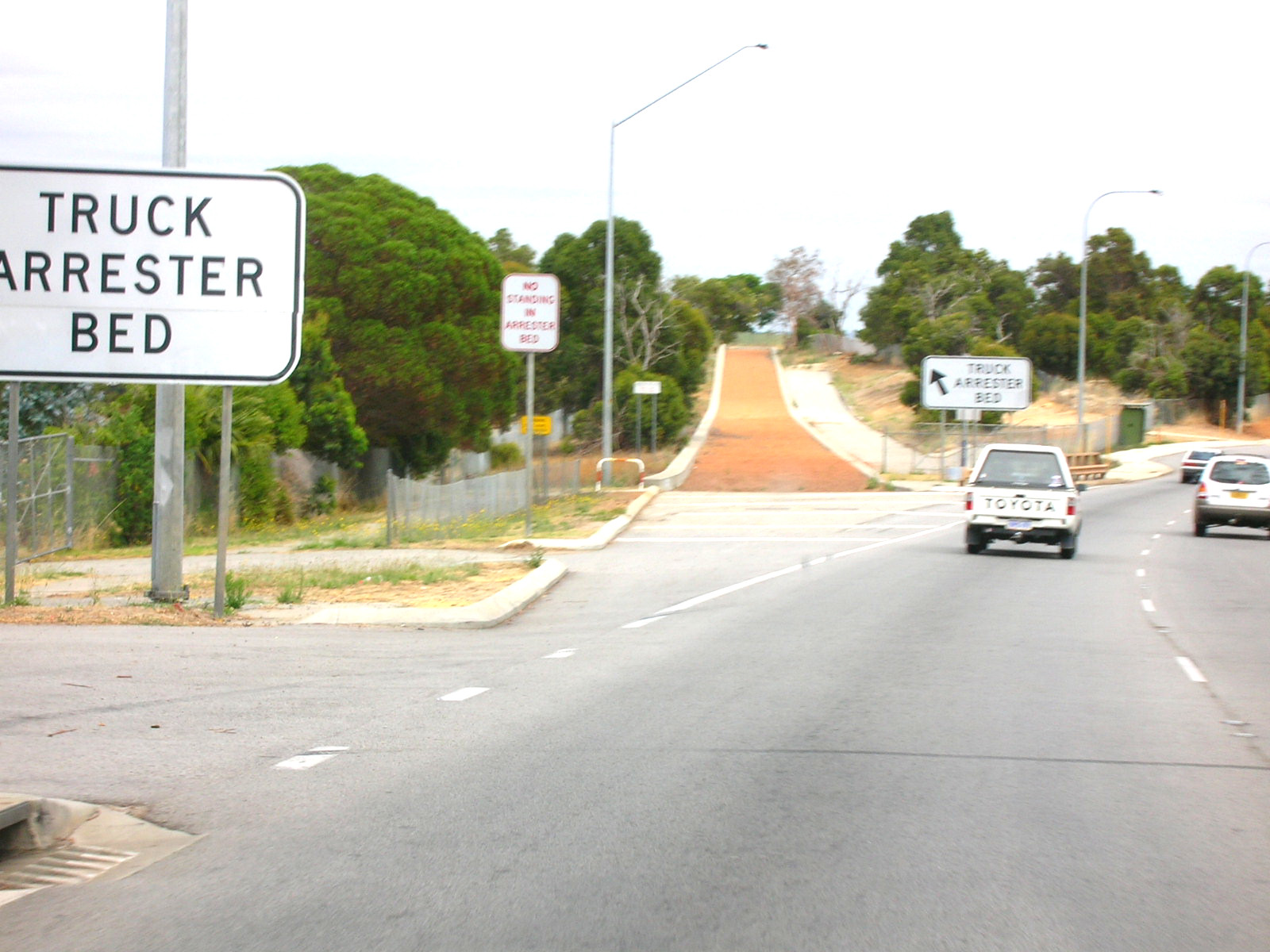
Um área de escape na Grande Rodovia Oriental, na Austrália Ocidental, localizado na base de uma colina antes de um índice
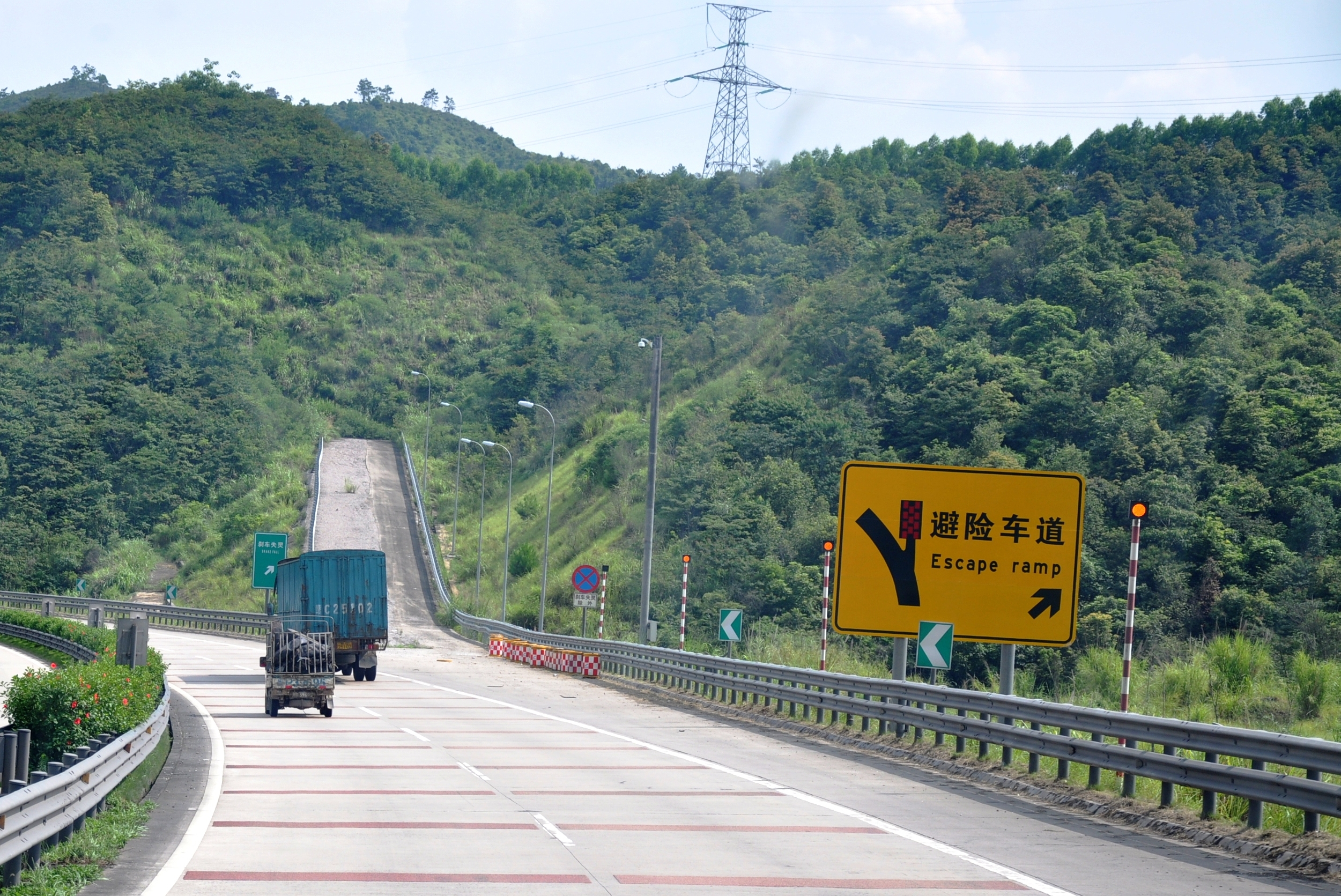
Uma rampa de fuga de emergência na G4511 em Heyuan, China
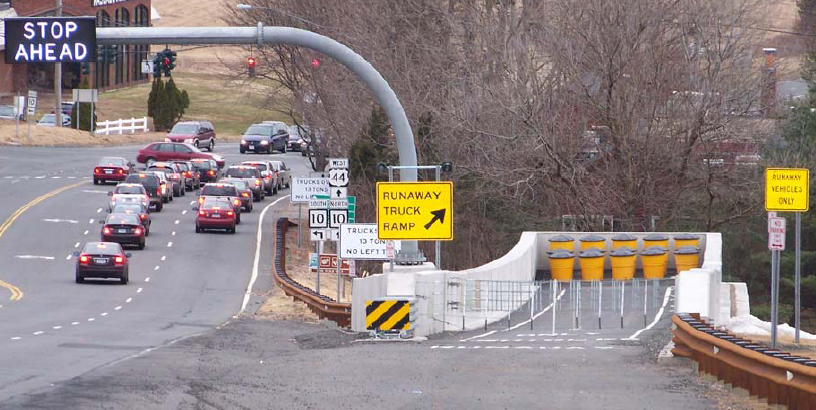
Rampa de escape para caminhão com detentor mecânico (com pavimento aquecido) US 44 sentido oeste em Avon, Connecticut
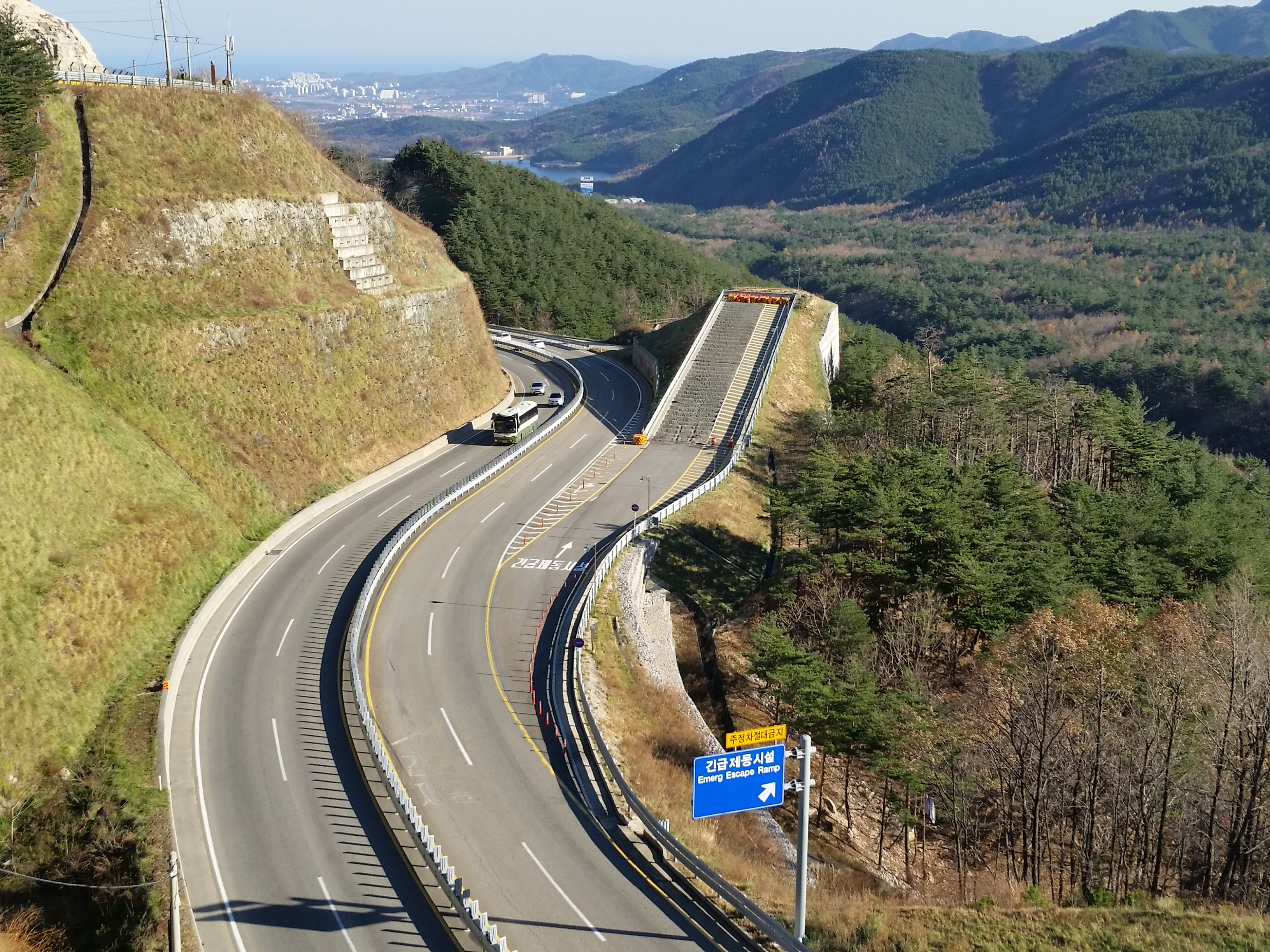
Uma rampa de fuga de emergência na Misiryeong Penetrating Road, na província de Gangwon, Coreia
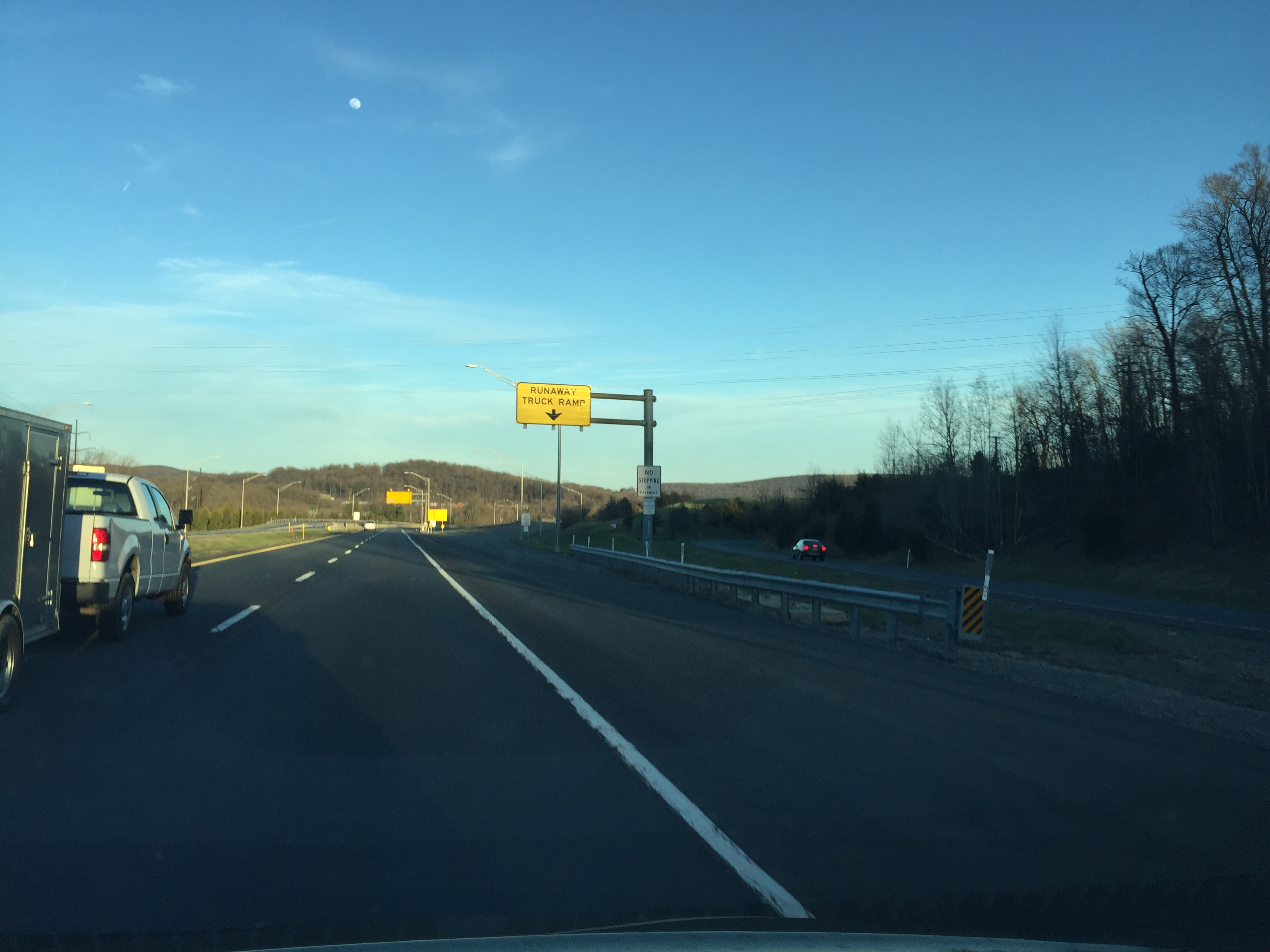
Área de escape em Morgantown, Pensilvânia
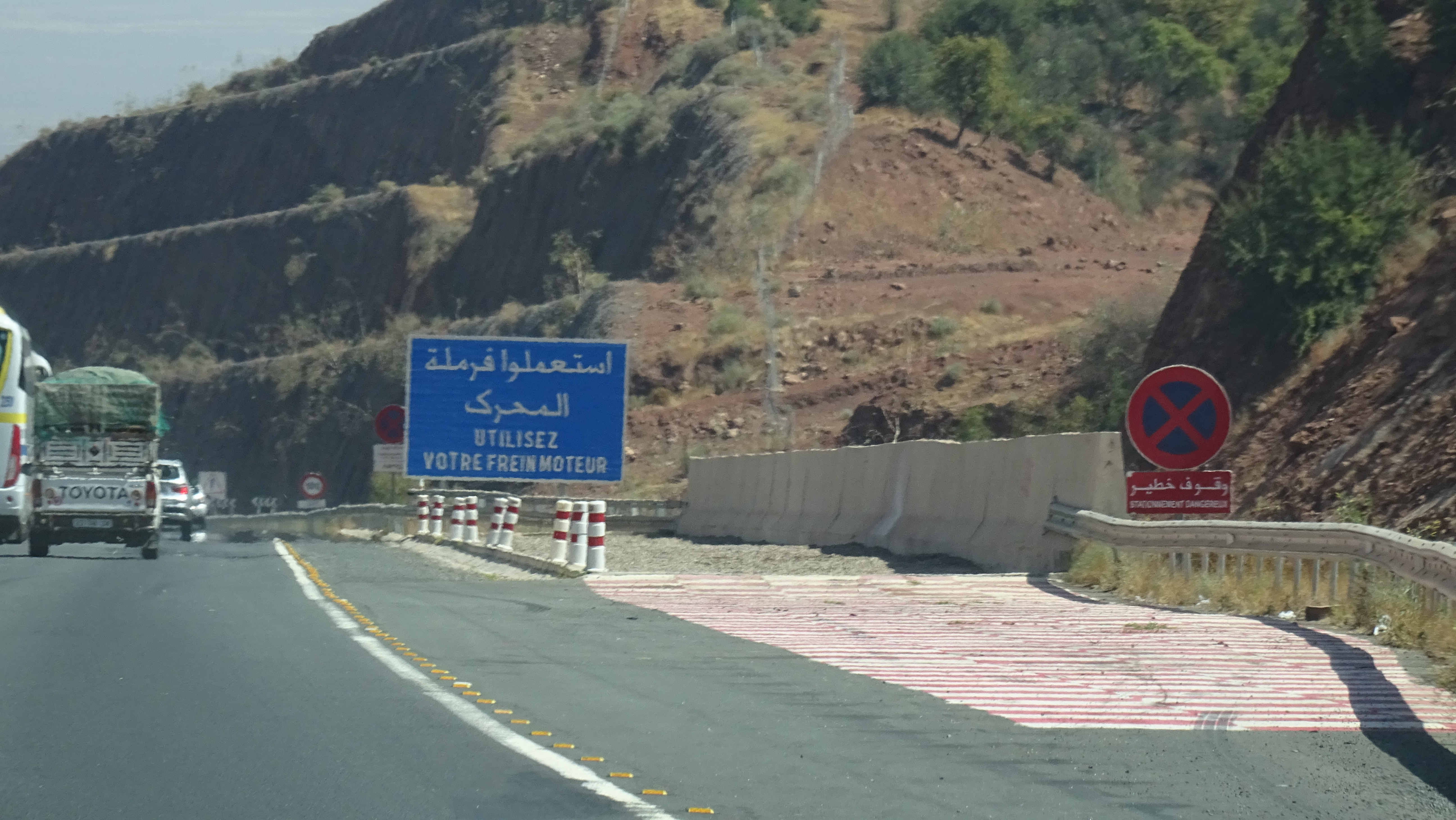
Uma rampa de escape de cascalho com 100 metros de comprimento em declive na A7 perto de Amskroud, em Marrocos
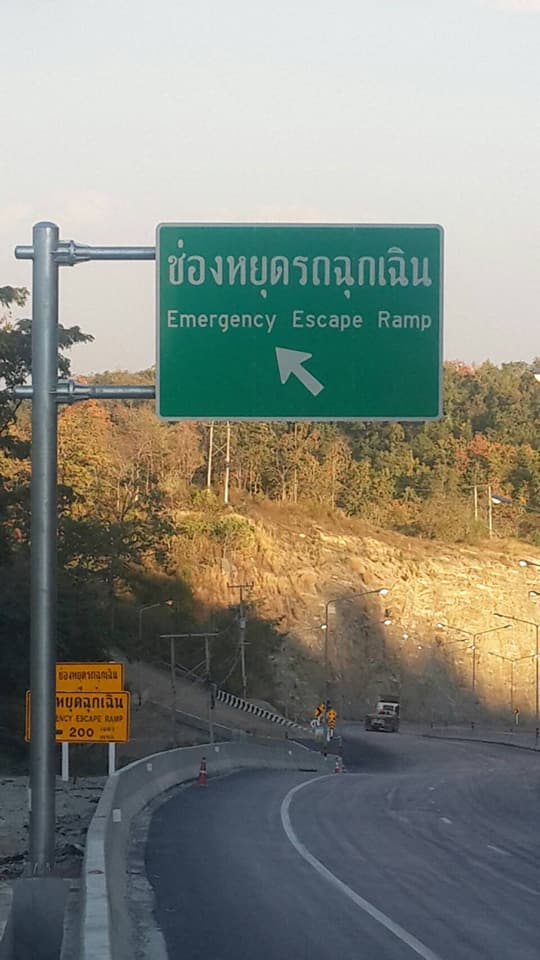
Uma rampa de emergência na AH1, Tak,Tailândia
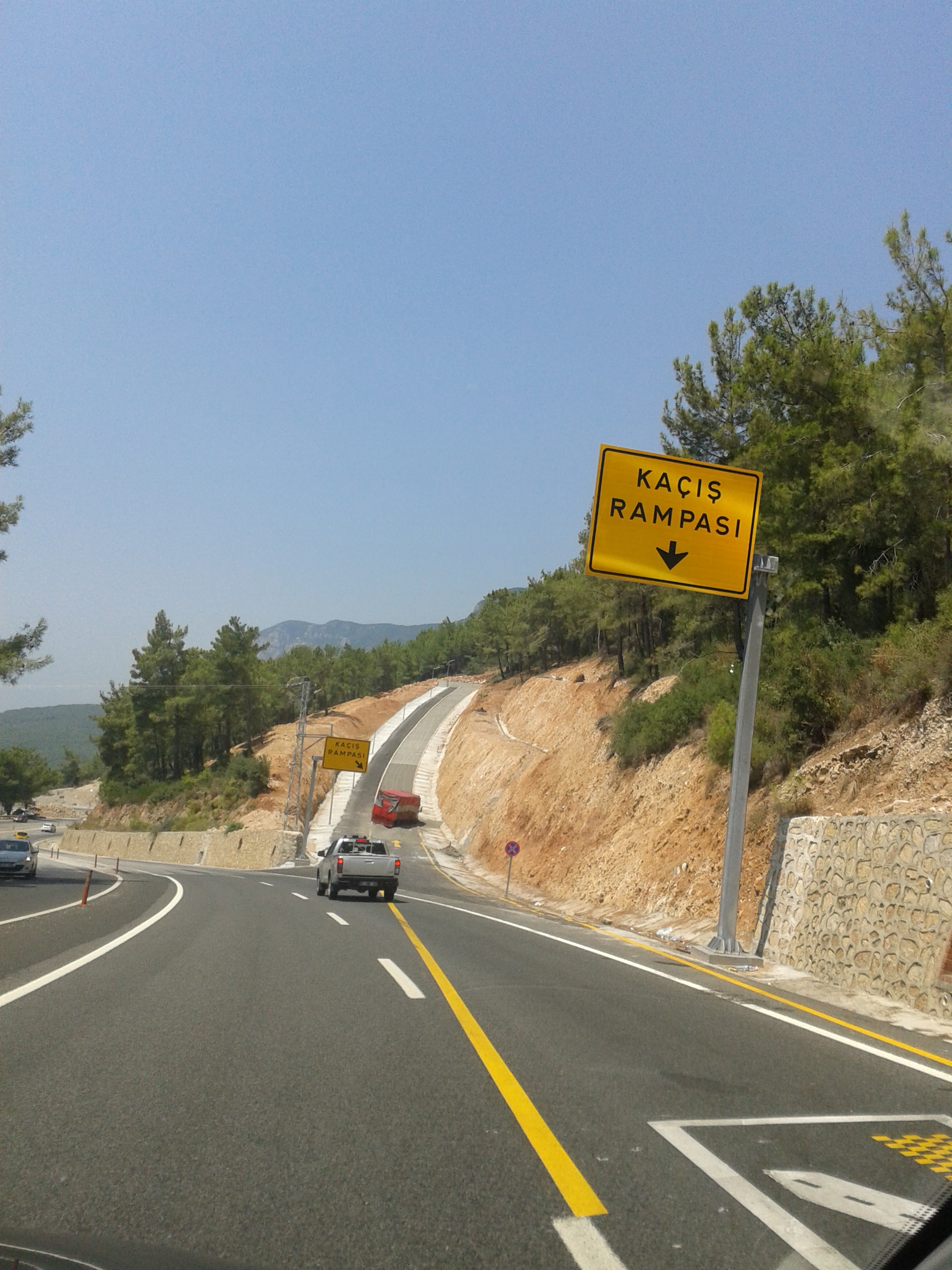
Rampa de emergência em Muğla,Turquia
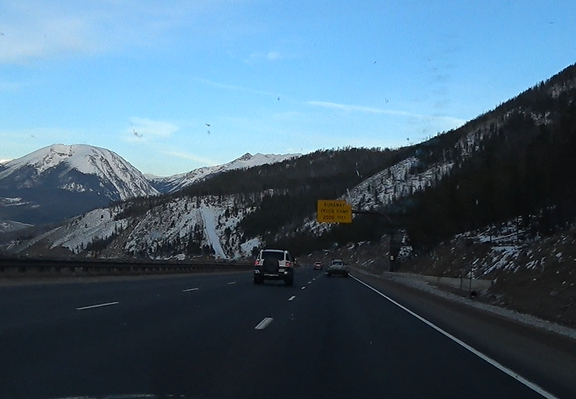
Rampa na Interestadual 70 perto de Silverthorne, Colorado
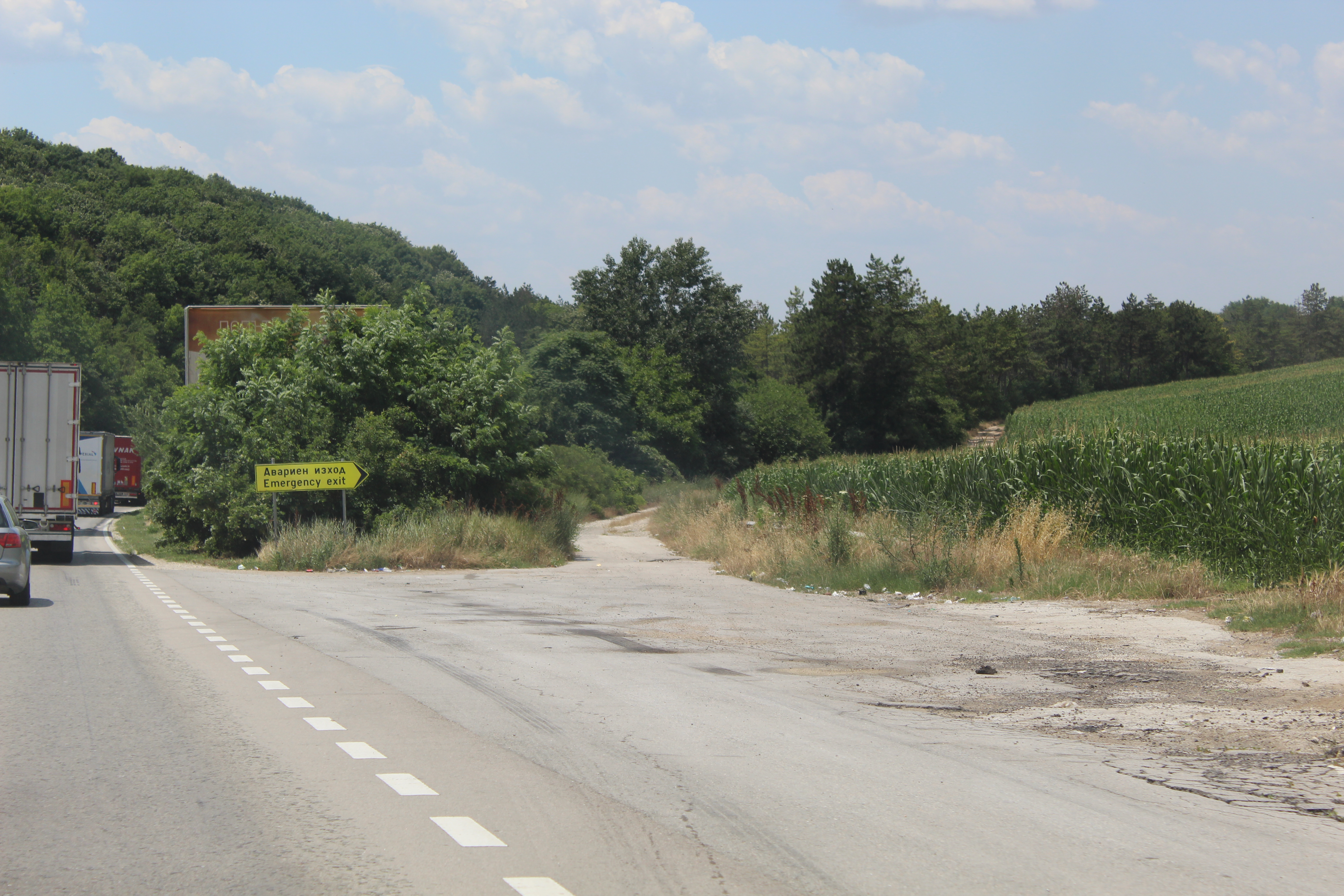
Saída de emergência improvisada perto de Byala, Bulgária